# Record du Maroc de natation messieurs du 200 mètres papillon
Cet article présente l'évolution du record du Maroc de natation messieurs du 200 mètres papillon.

## Bassin de 50 mètres
| Temps         | Athlète          | Naissance | Âge | Club                   | Compétition                            | Lieu       | Date              |
| ------------- | ---------------- | --------- | --- | ---------------------- | -------------------------------------- | ---------- | ----------------- |
| 2 min 13 s 29 | Adil Sekkat      |           |     | US Fès                 |                                        | Casablanca | 5 août 1990       |
| 2 min 13 s 17 | Mehdi El Hazzaz  | 1991      | 19  | WAC Nogent Natation 94 | Championnats maghrébins des jeunes (f) | Casablanca | avril 2010        |
| 2 min 11 s 99 | Jordan Yamin     | 1991      | 19  | WAC                    | Championnats du Maroc (f)              | Casablanca | 23 juillet 2010   |
| 2 min 11 s 09 | Nouaâmane Batahi | 1994      | 17  | CODM                   | Championnats Arabes des jeunes (s)     | Alger      | 27 septembre 2011 |
| 2 min 10 s 09 | Bilal Achelhi    | 1992      | 20  | Nautic Club de Nîmes   |                                        | Nîmes      | 24 juin 2012      |

## Bassin de 25 mètres
| Temps         | Athlète         | Naissance | Âge | Club                   | Compétition                     | Lieu               | Date             |
| ------------- | --------------- | --------- | --- | ---------------------- | ------------------------------- | ------------------ | ---------------- |
| 2 min 11 s 17 | Bilal Achelhi   | 1992      | 16  | WAC NC Echirolles      | Circuit départemental           | Aix-les-Bains      | 16 mars 2008     |
| -----         |                 |           |     |                        |                                 |                    |                  |
| 2 min 10 s 23 | Jordan Yamine   | 1990      | 19  | WAC                    |                                 |                    | 19 février 2010  |
| 2 min 10 s 01 | Mehdi El Hazzaz | 1991      | 19  | WAC Nogent Natation 94 | Championnats du Maroc (f)       | Meknès             | 2 avril 2010     |
| -----         |                 |           |     |                        |                                 |                    |                  |
| 2 min 08 s 60 | Mehdi El Hazzaz | 1991      | 19  | WAC Nogent Natation 94 | Championnat départemental hiver | Fontenay-aux-Roses | 12 décembre 2010 |
| 2 min 07 s 73 | Mehdi El Hazzaz | 1991      | 20  | WAC Nogent Natation 94 | Championnat du Maroc (f)        | Meknès             | 8 avril 2011     |